# Multisport
Multisport är en upplevelseinriktad konditionsidrott. En multisporttävling är uppbyggd av flera delmoment, vilka kan variera. De vanligast förekommande är mountainbike, orientering, paddling, inlines samt olika typer av rep/klättermoment.

## Historia
Multisport som sport såg sitt ljus i mitten av 80-talet, den första multisporttävlingen i Sverige var dock Åre Extreme Challenge 1997, en utveckling av arrangörerna bakom skidalpinism och bergsmarathon, med influenser från nyzeeländska Coast to Coast.
Redan 1995 syntes multisporten i Sverige genom att dåvarande Team Peak Performance tävlade i Raid Gauloises i Argentina.
2011 fick Sverige sina första världsmästare i Multisport. Martin Flinta och Per Vestling ingår båda i svenska laget Thule Adventure Team som vann VM i Adventure Racing som gick i Tasmanien, 90minuter före tvåorna, team Silva.
Det svenska laget Safat (swedish armed forces adventure team) har vunnit VM i Adventure Racing 2021 och 2023. Dessutom var de två i VM 2022 och 2024. Laget har stöd från svenska försvaret genom att medlemmarna är anställda och har möjlighet att tävla och träna på arbetstid. De fyra lagmedlemmarna som vann 2023 har alla  blivit invalda AR hall of fame 2023 eller 2024. 

## Hur funkar det?
Multisport är en lagidrott och i huvudsak finns 2 klasser: Sprint - tävlingar som vanligtvis är 3-6 timmar långa,  och Adventure Races som är från 1 dygn och uppåt. 
De flesta tävlingar är nonstop vilket innebär att när startsignalen har gått så stannas inte klockan förrän hela laget har gått i mål. 
Lagen bestämmer själva om och när de skall äta, sova eller vila.

## Tävlingar
I Sverige arrangeras ett flertal tävlingar, till exempel multisportcupen med sju deltävlingar runt om i landet, från april till oktober. Explore Sweden och Le Grand Tour De två senare räknas som "adventure race", med tävlingstid mer än ett dygn.
Den mindre extrema formen av multisport är också den vanligaste, man tävlar i lag om två personer eller solo, på tävlingar som tar 1-7h. I Sverige finns idag mellan 25 och 30 sådana tävlingar årligen, där multisport cupens deltävlingar och SM är de största att vinna. Den största solotävlingen är Åre Extreme Challenge, som också var den första tävlingen i Sverige. 1997 var året. ÅEC räknas fortfarande som den mest prestigefyllda multisport tävlingen i Sverige.
Sverige stod 2006 som värd för VM-finalen av AR World Championship. Andra stora multisportserier är The Raid World Championship och Primal Quest.

## Multisportens tävlingsformer

### Endagstävlingar i lag
I ett lag om två deltagare ska lagen paddla kanadensare eller kajak, orientera, cykla mountainbike och göra äventyrsmoment i 5-7 timmar. Ibland ingår även inlines. Oftast med ett tävlingscentrum i mitten som man återkommer till vid grenbyte.
Denna tävlingsform lockar störst antal deltagare och är ett perfekt sätt att prova på. Finns oftast en kort och lång klass och man kan tävla i herr, dam eller mix.
Störst i Sverige är Svenska Multisportcupen som lockar 2-3000 deltagare varje år.

### Endagstävlingar solo
Deltagarna tävlar i kajakpaddling, löpning och mountainbike i allt från 5 till 12 timmar. Denna tävlingsform kan liknas med triathlon med snabba byten och snitslade banor.
Störst i Sverige är Åre Extreme Challenge och internationellt räknas Coast to Coast på Nya Zeeland som det största att vinna solo. Längst i Sverige är Ultimata Kolmården.

### 24 till 36-timmarstävlingar
3 till 4-mannalag tävlandes i mixlag (minst en tjej). Oftast i spektakulära miljöer och en större blandning av grenar.
Förutom paddling, mtb och löpning tillkommer bl.a. simning, ridning, coasteering, glacärklättring, repmoment, canyoning, hydrospeed, inlines och forspaddling. Dessa tävlingar kan även förekomma i stadsmiljö.
Här sätts också lagens orientering på svåra prov oftast på kartskalor i 1:50.000.
De största tävlingarna i denna kategori är Le Grand Tour och Stockholm Extreme. 

### Etapplopp
Mixade 3- till 4-mannalag tävlar i dagsetapper upp till 4 dagar med övernattning mellan etapperna. Liknar till stor del en 24- till 36-timmars tävling i val av moment.
Den största skillnaden att tävlingstempot är mycket högre, då lagen får sova på nätterna.
Mest kända är: Wulong Quest, Baise Outdoor Quest, Camdex, Nuevo Leon Outdoor Challenge, Extreme Adventure Hidalgo, 7 Cerros Medellin

### Adventure races
Multisportens Rolls Royce. Tävlingsformen kräver ett starkt lag med stort kunnande i alla discipliner, navigering, utrustning och logistik.
Tävlingarna är allt ifrån 50 till 100 mil långa och hålls oftast i spännande miljöer och pågår dygnet runt upp till 6-10 dagar.
Lagen är alltid mixade och innehållande 4 personer som hela tiden är på banan.
Vissa tävlingar är dessutom utan support, vilket sätter lagen ytterligare på prov då de endast får möjlighet att fylla på mat och utrustning en gång per dygn.
Störst i Sverige är Explore Sweden. Internationellt är AR World Championship, The Raid World Championship, Primal Quest.